# 秣陵街道
秣陵街道，是中华人民共和国江苏省南京市江宁区下辖的一个街道办事处。

## 行政区划
秣陵街道下辖以下地区：
东旺社区、殷巷社区、湖滨社区、秦淮社区、太平社区、胜太社区、长山社区、牛首社区、下墟社区、东南社区、青源社区、科苑社区、方山社区、横岭社区、杨村社区、成山社区、桥头社区、陵里社区、王墅社区、解溪社区、永宁社区、新华社区、双金社区、西旺社区、家园社区、周里村、建东村、火炬村、凤凰村和新林村。